# Кобесов, Давид Бидзинаевич
Давид Бидзинаевич Кобесов (род. 6 января 2000, Владикавказ) — российский футболист, полузащитник клуба «Алания».

## Биография
В 2007 году начал заниматься футболом в школе «Спартак», тренировался с командой старше на год, потому что его ровесников не было. Занимался там пару-тройку месяцев. Затем отец перевел его в «Юность», занимался у Ирлана Цопанова.
Когда в 2017 году во владикавказский «Спартак» пришёл Юрий Газзаев, он устроил просмотр и по его итогам взял его на первый сбор. С 2019 года играет в «Алании», возрождённой на базе «Спартака».
10 мая 2022 года в составе «Алании» принимал участие в выездном полуфинальном матче кубка России против московского «Динамо», вышел в стартовом составе, однако был удалён на 73 минуте.
В июле 2022 года подписал трёхлетний контракт с клубом РПЛ «Пари Нижний Новгород».
В феврале 2023 года на правах аренды до конца сезона перешёл в «Химки».
В июне 2023 года вернулся в родную «Аланию» на правах аренды с правом выкупа. После окончания аренды и ухода из «Пари НН», 26 сентября 2024 года подписал полноценный контракт с клубом.